# Silvia Vaculíková
Silvia Vaculíková (* 22. červenec 1967, Trnava) je slovenská fotografka a cestovatelka. Na svých fotografiích zachycuje především obyčejné lidí v jejich přirozeném prostředí, místní zvyky, náboženství a kultury. Se svými pracemi získala mnoho prestižních mezinárodních ocenění.

## Životopis
Narodila se v Trnavě jako pravnučka vynálezce padáku Štefana Baniče a vnučka objevitele jeskyně Driny v Smolenicích.
Po ukončení školy pracovala v cestovní kanceláři a následně si založila vlastní CK zaměřenou na poznávání exotických zemí. Žije a pracuje v Bratislavě. Sama procestovala pět kontinentů, kde navštívila 89 zemí.

## Ocenění
- 2 ceny na Mezinárodní výstavě fotografií HISTORIE LIDSTVA v Pekingu - Čína, pod záštitou UNESCO v r. 2000
- Medaile salonu AFOCER - Cerdanyola del Valles - Španělsko, na soutěži AQUADUCTE 2000 pod záštitou FIAP
- Čestné uznání FIAP za soubor fotografií - STROM 2000 - Ružomberok
- 2. cena na Soutěžní výstavě umělecké fotografie 2001 Svazu Slovenská fotografů - Ružomberok
- Čestné uznání FIAP za soubor fotografií Fotoforum 35 - Ružomberok v r. 2002
- Čestné uznání Svazu Slovenská fotografů 2002 za reportážní fotografii - Ružomberok
- 2. místo na krajském kole AMFO a DIAFOTO 2002 - Pezinok
- 1. cena Česko-Slovenské soutěže cestovatelské fotografie AMADEUS - Praha, ČR v r. 2002
- 1. cena Česko-Slovenské soutěže cestovatelské fotografie AMADEUS - Praha, ČR v r. 2003
- 2. místo na krajském kole AMFO a DIAFOTO 2004 - Pezinok
- 1. místo na Festivalu HORY a MĚSTO v kategorii Lidé a kultura 2004 - Bratislava
- 5. místo ve Fotosoutěž WATT 2004 v kategorii Reportáž - Bratislava
- Hlavní cena Festivalu HORY a MĚSTO za soubor portrétů v r. 2006
- 1. místo na Festivalu HORY a MĚSTO v kategorii Lidé a kultura 2008 - Bratislava
- Čestné uznání Svazu Slovenská fotografů za digitální makro fotografii - detail, Ružomberok v r. 2011
- V roce 2005 jí byl udělen titul AZSF - Autor Svazu Slovenská fotografů v Ružomberku a titul AFIAP - Artiste FIAP - Artiste de la Fédération Internationale de l'Art photographique - / Umělec Mezinárodní federace fotografického umění / v Belgii.
- V roce 2007 byla nominována na cenu Fotograf roku 2007 v České republice a vydala knihu "Svět lidí".
- V roce 2009 obdržela titul EFIAP - Excellence de la Fédération Internationale de l'Art photographique - / Excelence Mezinárodní federace fotografického umění / a vydala knihu "Zvyky - Customs".
- Cena za dokumentární fotografii "Documentary Award of The Humanity Photo Awards 2011" při příležitosti otevření výstavy "Memories of Mankind VII" - Paměť lidstva VII, za portfolio "vudu v Beninu" v Kunming - Čína, pod záštitou UNESCO v r. 2011

Práce Silvie Vaculíkové byly vystaveny na několika mezinárodních fotosalónech FIAP, např. v Argentině, Kanadě, Hongkongu, Malajsii, Portugalsku, Chorvatsku, Itálii, Skotsku, Brazílii, Francii, Velké Británii, Polsku, San Marine, Norsku, České republice, Qatar, Rakousku, Rusku a Vietnamu.
Fotografie Silvie Vaculíkové EFIAP, AZSF se nacházejí ve sbírkách Mezinárodního muzea fotografie v Cerdanyole ve Španělsku a ve sbírkách Fotofora Ružomberok a ve Zlatém fondu ZSF v Ružomberku.
Publikační činnost: GEO, Goldman

## Samostatné výstavy
- 1999 Vietnam a Kambodža očima ženy, Hotel Kyjev, Bratislava
- 2000 Lidé z dalekých zemí, Atrium Poštovní banky, Bratislava
- 2001 Lidé z dalekých zemí, Dům umění, Piešťany
- 2002 Lidé z dalekých zemí, Hotel Kyjev, Bratislava
- 2005 Lidé z dalekých zemí, Hotel Bratislava, Bratislava
- 2007 Svět lidí, Bratislavský hrad, Bratislava
- 2007 Svět lidí, Dům umění, Piešťany
- 2008 Svět lidí, kulturní Merkezi, Istanbul
- 2008 Svět lidí, FOTOGALERIE Nova, Košice
- 2008 Svět lidí, Kulturní centrum Vuotalo, Helsinki, Finsko,
- 2009 Svět lidí, Středofinska knihovna, Jyväskylä, Finsko
- 2009 Svět lidí, Taškentský dům fotografie, Taškent, Uzbekistán